# Emscherpumpwerk Huckarde

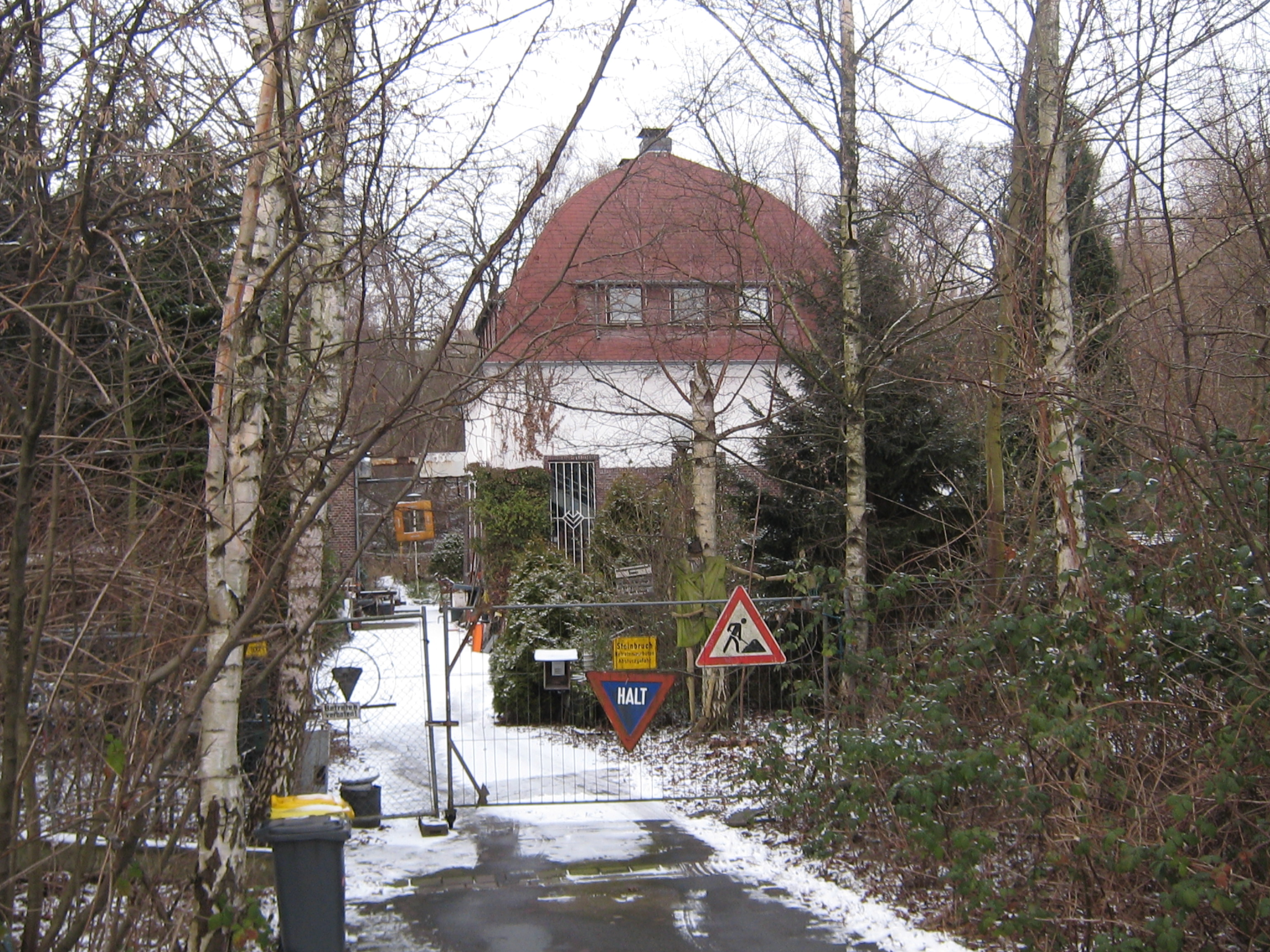
Das Emscherpumpwerk Huckarde

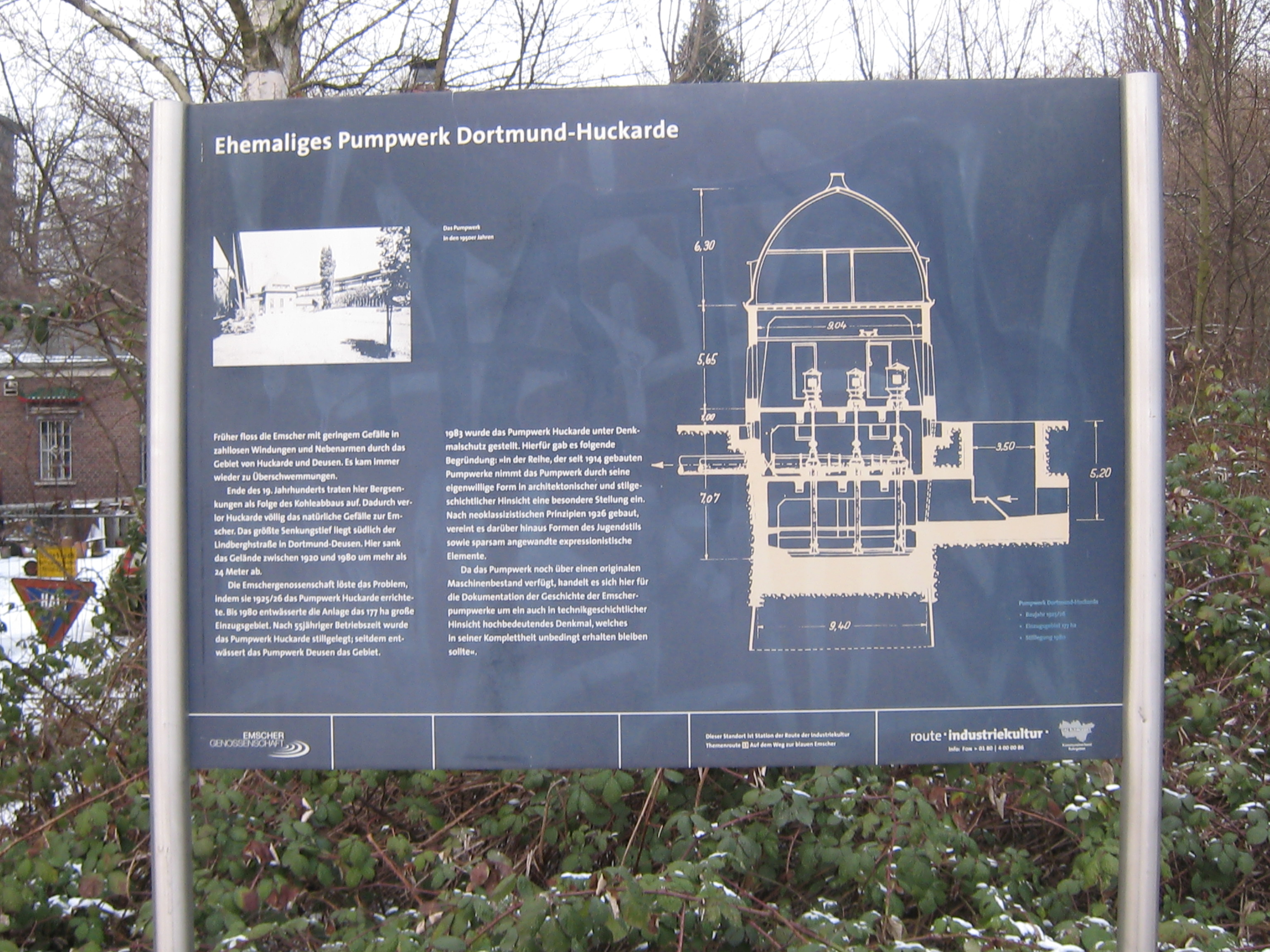
Infotafel zum Emscherpumpwerk Huckarde

Das Emscherpumpwerk Huckarde ist ein Wasserbauwerk im Dortmunder Stadtteil Huckarde. Es liegt in unmittelbarer Nähe der Zeche Hansa und der Kokerei Hansa.
Die Gründe für das Errichten des Pumpwerks liegen in den bergbaubedingten Bergsenkungen. Um eine Entwässerung des Stadtteils Huckarde zu ermöglichen, wurde 1926 das Pumpwerk westlich der Emscher errichtet. Nachdem das Pumpwerk in den 1930er und 1980er Jahren zunächst ausgebaut wurde, entschloss sich die Emschergenossenschaft als Betreiber, nach der Stilllegung der Zeche Hansa das Pumpwerk stillzulegen.
Das  Emscherpumpwerk Huckarde ist als Baudenkmal in die Denkmalliste der Stadt Dortmund eingetragen und ist Teil der Route der Industriekultur. Das Gebäude ist im Privatbesitz und kann nicht besichtigt werden.